# Аникин, Георгий Антонович
Гео́ргий Анто́нович Ани́кин (1898, д. Ивановка Тамбовской губернии — 1938, Тамбов) — деятель ВКП(б), председатель Организационного комитета Президиума ВЦИК по Тамбовской области. Входил в состав особой тройки НКВД СССР.

## Биография
Родился в 1898 году в деревне Ивановка Калугинской волости Кирсановского уезда Тамбовской губернии.
После вступления в 1918 году в ряды РКП(б), его дальнейшая жизнь была связана с партийной деятельностью. С 1919 года работал в заведующим Информационным отделом Кирсановской уездной ЧК Тамбовской губернии. С 1922 года перешёл на работу в тамбовскую губернскую ЧК. В 1927—1928 годах — старший уполномоченный ЭКО ОГПУ. С 1934 года — на руководящих должностях в политсекторе МТС Воронежской области. С осени 1935 года по июнь 1937 года избирался 1-м секретарём Дегтянского райкома ВКП(б). Затем до сентября 1937 года входил в Воронежский окружной комитет ВКП(б).
С сентября по 7 декабря 1937 года являлся председателем Организационного комитета Президиума ВЦИК по Тамбовской области. Этот период отмечен вхождением в состав особой тройки, созданной по приказу НКВД СССР от 30.07.1937 № 00447 и активным участием в сталинских репрессиях.

## Завершающий этап
Арестован в декабре 1937 года. Приговорён к ВМН выездной сессией ВКВС СССР 26 мая 1938 года.
Обвинялся по статьям 58-1а, 58-8, 58-11 УК РСФСР. Расстрелян в день вынесения приговора в Тамбове.